# Beddomeia salmonis
Beddomeia salmonis é uma espécie de gastrópode  da família Hydrobiidae.
É endémica da Austrália.